# Бохановский, Иван Васильевич
Иван Васильевич Бохановский (Бобырь-Бохановский) (26 июня (8 июля) 1848 — 11 июля 1917, Брюссель) — русский революционер, народник.
Из дворян Переяславского уезда Полтавской губернии. Учился в Киевской гимназии. В 1870 году поступил на юридический факультет Киевского университета. Был деятелем народнической организации киевской «коммуны» (1874). Участвовал в «хождении в народ», в 1874 году под видом рабочего находился в имении А. Волкенштейна (мужа Л. Волкенштейн). В 1875 году был исключен из университета за участие в студенческих волнениях, арестован за социалистическую пропаганду. В 1876 году Высочайшему повелению был освобожден под надзор полиции. Был членом группы «южных бунтарей». Привлекался по «делу о пропаганде в Империи». Вместе с Я. Стефановичем и Л. Дейчем в 1876 году участвовал в организации покушения на Н. Е. Гориновича, а в начале 1877 года пытался организовать восстание крестьян в Чигиринском уезде. В Киеве проживал под именем Ипполита Садовского. Арестован 30 августа 1877 года. В мае 1878 года при помощи В. Осинского и М. Фроленко бежал из киевской тюрьмы в Кременчуг, оттуда добрался до Санкт-Петербурга и далее эмигрировал в Швейцарию. С 1881 по 1894 год жил в Париже под фамилией Болдырев, затем французские власти запретили ему въезд в страну, и он вернулся в Швейцарию.
В Женеве вошел в народнический кружок «Рабочий», подружился с бывшими участниками Парижской коммуны. Работал наборщиком в типографиях «Работник», «Révolté» («Повстанец»). В начале 1880-х годов заведовал народовольческой типографией в Женеве (с 1886 года вместе с женой — Галиной Чернявской-Бохановской). С П. Аксельродом, Л. Дейчем, В. Засулич, Г. Плехановым подписал протест по поводу статьи М. Драгоманова «Обаятельная энергия» (1882). Среди товарищей имел прозвище Казак.
В 1902 году примкнул к партии эсеров, заведовал типографией «Революционная Россия». В 1912 году поселился в Бельгии и отошел от активного участия в революционной деятельности. Умер в Брюсселе, не дождавшись разрешения вернуться в Россию.